# نبات وسطي

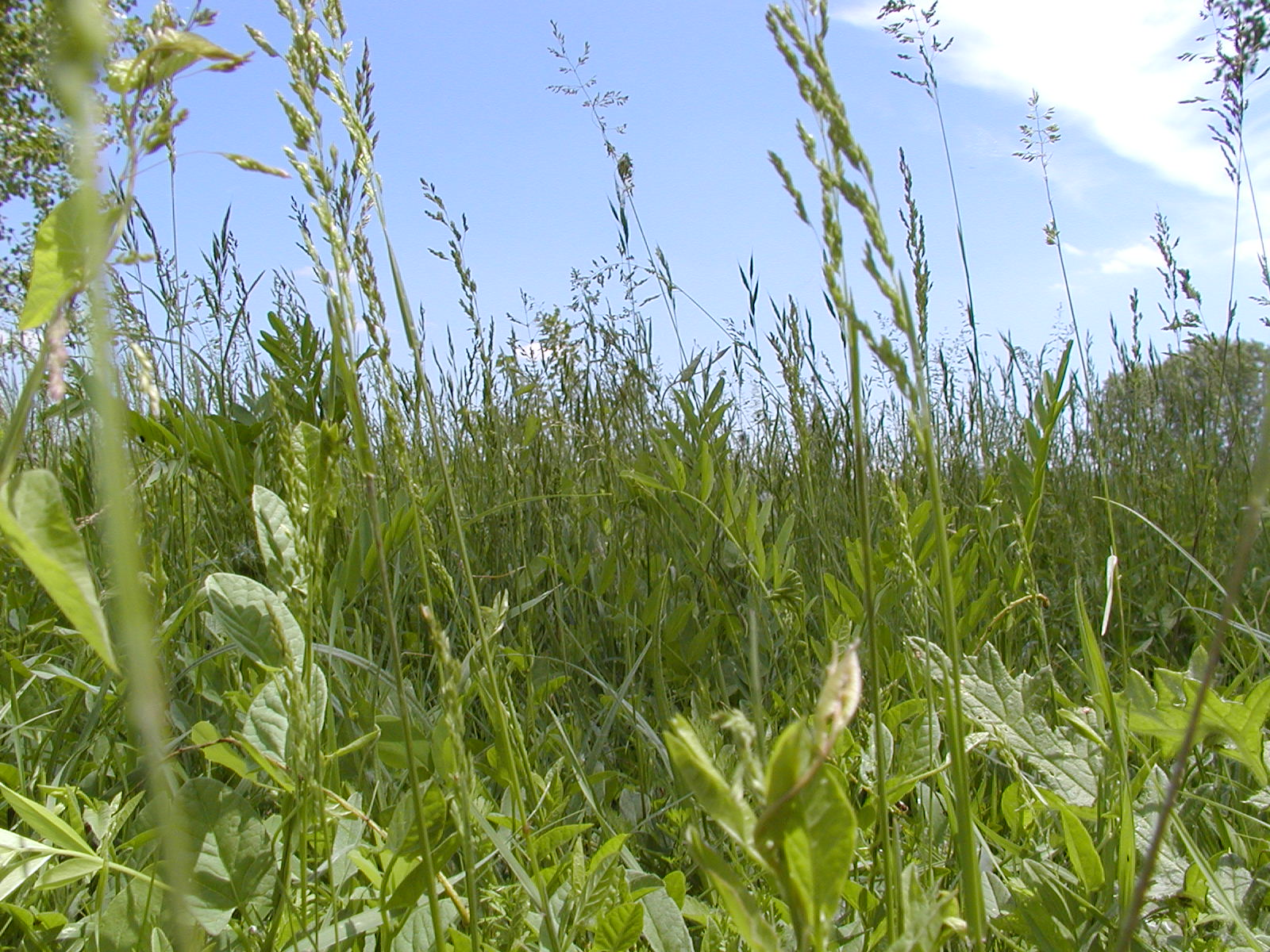

النباتات الوسطية (بالإنجليزية: Mesophytes)‏، هي النباتات الأرضية التي لا تتكيف مع البيئات الجافة ولا الرطبة. ومن الأمثلة على موائل النباتات الوسطية المرج الريفي المعتدل، والذي قد يحتوي على عصا الذهب، والبرسيم، وأقحوان المروج الشائع. تُفضل النباتات المتوسطة التربة والهواء ذات الرطوبة المعتدلة وتتجنب التربة بالماء الراكد أو التي تحتوي على وفرة كبيرة من الأملاح. وهي تشكل أكبر مجموعة بيئية من النباتات الأرضية، وعادة ما تنمو تحت المناطق المناخية المعتدلة إلى الحارة والرطبة.

## التعديلات المورفولوجية
النباتات الوسطية لا تملك أي تكيفات مورفولوجية محددة. عادة ما يكون لديها أوراق واسعة، وتكون مسطحة وخضراء؛ ولديها نظام جذر ليفي واسع لامتصاص الماء؛ وتملك القدرة على تطوير الأعضاء الدائمة مثل الديدان والجذور والمصابيح لتخزين الطعام والماء للاستخدام أثناء الجفاف.

## التعديلات التشريحية
النباتات الوسطية لا تملك أي هيكل داخلي خاص. الطبقة الجلدية هي طبقة واحدة عادةً ذات ثغور واضحة. يرتبط فتح أو غلق المسامات بتوفير المياه. في حالة الإمداد الكافي من ثغرات الماء تبقى مفتوحة بينما تكون الإمداد المحدود من ثغور المياه مغلقة لمنع النتح المفرط الذي يؤدي إلى الذبول.

## الخصائص
النباتات الوسطية عموماً تتطلب إمدادات المياه مُستمرة. عادة ما تملك أوراق أكبر وأرق مقارنةً بالخلايا الصفراء، وأحيانًا تكون لديها عدد أكبر من الثغور الموجودة على الجانب السفلي للأوراق. بسبب افتقارهم إلى جفافيات معينة، عندما تتعرض هذه النباتات لظروف قاسية تقوم بفقدان الماء بسرعة، ولا تتحمل الجفاف.. يتم العثور على هذه النباتات في متوسط درجات الحرارة والرطوبة وتنمو في التربة التي لا يوجد بها قطع الأشجار. جذور النباتات الوسطية متطورة، متفرعة ومزودة بغطاء جذر. الساق عموماً تكون متفرعة وسميكة وغليظة. الأوراق رقيقة وعريضة باللون الأخضر الداكن.
على سبيل المثال، في الطقس الحار قد ترتفع درجة حرارتها وتعاني من الإجهاد الحراري. حيث لا تملك تكيفات محددة للتغلب على هذا الأمر الطارئ، ولكن إذا كان هناك ما يكفي من الماء في التربة للسماح بذلك، فيمكن لهذه النباتات زيادة معدل النتح عن طريق فتح المسامات، مما يعني إزالة بعض الحرارة بواسطة الماء المتبخر. ومع ذلك، لا يمكن لهذه النباتات أن تتلائم مع التربة المشبعة لفترة معينة من الوقت دون درجة حرارة دافئة. في الطقس الجاف قد تعاني من الإجهاد المائي (فقدان المزيد من المياه عن طريق النتح مما يمكن الحصول عليه من التربة). وليس لديهم أي تعديلات محددة للتغلب على هذا، ويمكنهم الاستجابة فقط عن طريق إغلاق المسامات لمنع المزيد من النتح. هذا بالفعل له بعض الفوائد لأنه يقلل من مساحة سطح الأوراق المعرضة للغلاف الجوي، مما يقلل من النتح.